# Bernsteinsäurediethylester
Bernsteinsäurediethylester ist eine chemische Verbindung aus der Gruppe der Carbonsäureester.

## Vorkommen
Bernsteinsäurediethylester kommt in Äpfeln, Kakao, Weinbrand, Whisky und Wein vor. In Weißwein liegt der Gehalt bei 0,01 bis 0,8 mg/l. Der Gehalt nimmt selbst nach 10 Jahren durch biochemische Prozesse im Wein noch zu.

## Gewinnung und Darstellung
Bernsteinsäurediethylester kann durch Reaktion von Bernsteinsäure mit Ethanol gewonnen werden.

## Eigenschaften
Bernsteinsäurediethylester ist eine wenig flüchtige, sehr schwer entzündbare, farblose Flüssigkeit mit angenehmem Geruch, die schwer löslich in Wasser ist.

## Verwendung
Bernsteinsäurediethylester kann zur Herstellung anderer chemischer Verbindungen wie Resmethrin verwendet werden.